# Rikuto Iida
Rikuto Iida (japanisch 飯田 陸斗 Iida Rikuto; * 19. August 2005 in Ōtsu, Präfektur Shiga) ist ein japanischer Fußballspieler.

## Karriere

### Verein
Rikuto Iida erlernte das Fußballspielen in der Jugend von Kyōto Sanga. Hier unterschrieb er am 1. Februar 2024 auch seinen ersten Vertrag. Der Verein aus Kyōto spielte in der ersten Liga, der J1 League. Im August 2024 wechselte er auf Leihbasis nach Nara zum Drittligisten Nara Club. Sein Drittligadebüt gab Rikuto Iida am 14. September 2024 (28. Spieltag) im Auswärtsspiel gegen den AC Nagano Parceiro. Bei dem 1:1-Unentschieden stand er in der Startelf und wurde in der 60. Minute gegen Haruhi Terashima ausgewechselt. Für Nara bestritt er zwei Drittligaspiele. Nach der Ausleihe kehrte er im Februar 2025 nach Kyōto zurück.

### Nationalmannschaft
Rikuto Iida spielte 2018 einmal für die japanische U18-Nationalmannschaft. Hier kam er am 11. November 2023 in einem Freundschaftsspiel gegen Rumänien zum Einsatz.